# Unione Sportiva Casertana 1992-1993
Questa voce raccoglie le informazioni riguardanti l'Unione Sportiva Casertana nelle competizioni ufficiali della stagione 1992-1993.

## Rosa
| N. |                   | Ruolo | Calciatore           |
| -- | ----------------- | ----- | -------------------- |
|    | Italia (bandiera) | C     | Pietro Armenise      |
|    | Italia (bandiera) |       | Arno                 |
|    | Italia (bandiera) | C     | Luca Bocchino        |
|    | Italia (bandiera) | C     | Davide Bolognesi     |
|    | Italia (bandiera) |       | Campanile            |
|    | Italia (bandiera) | A     | Salvatore Campilongo |
|    | Italia (bandiera) | A     | Raffaele Cerbone     |
|    | Italia (bandiera) |       | Cerrino              |
|    | Italia (bandiera) | A     | Roberto Conte        |
|    | Italia (bandiera) | A     | Ignazio Damato       |
|    | Italia (bandiera) | C     | Andrea Del Bianco    |
|    | Italia (bandiera) | C     | Marco Delfino        |
|    | Italia (bandiera) | A     | Luigi Di Baia        |
|    | Italia (bandiera) | C     | Nicola Di Criscio    |
|    | Italia (bandiera) | C     | Guido Di Fabio       |

| N. |                   | Ruolo | Calciatore          |
| -- | ----------------- | ----- | ------------------- |
|    | Italia (bandiera) | A     | Carmine Esposito    |
|    | Italia (bandiera) | A     | Claudio Fermanelli  |
|    | Italia (bandiera) | C     | Stefano Impallomeni |
|    | Italia (bandiera) | C     | Mariano Marchetti   |
|    | Italia (bandiera) | C     | Gennaro Merolla     |
|    | Italia (bandiera) | D     | Gennaro Monaco      |
|    | Italia (bandiera) | D     | Davide Moretti      |
|    | Italia (bandiera) |       | Orefice             |
|    | Italia (bandiera) | P     | Luca Pastine        |
|    | Italia (bandiera) | D     | Antonio Romulo      |
|    | Italia (bandiera) | D     | Mario Solimeno      |
|    | Italia (bandiera) | A     | Antonino Sparacio   |
|    | Italia (bandiera) | A     | Roberto Verdicchio  |
|    | Italia (bandiera) | D     | Nunzio Zavarone     |

## Risultati

### Serie C1

#### Girone di andata
| 30 agosto 1992 1ª giornata | Messina | 0 – 1 | Casertana |  |

| 6 settembre 1992 2ª giornata | Casertana | 0 – 0 | Salernitana |  |

| 13 settembre 1992 3ª giornata | Catania | 1 – 2 | Casertana |  |

| 20 settembre 1992 4ª giornata | Casertana | 0 – 0 | Ischia Isolaverde |  |

| 27 settembre 1992 5ª giornata | Casertana | 0 – 1 | Avellino |  |

| 4 ottobre 1992 6ª giornata | Acireale | 0 – 0 | Casertana |  |

| 18 ottobre 1992 7ª giornata | Casertana | 3 – 1 | Chieti |  |

| 25 ottobre 1992 8ª giornata | Palermo | 2 – 0 | Casertana |  |

| 1º novembre 1992 9ª giornata | Casertana | 1 – 0 | Barletta |  |

| 8 novembre 1992 10ª giornata | Perugia | 2 – 0 | Casertana |  |

| 15 novembre 1992 11ª giornata | Casertana | 2 – 1 | Casarano |  |

| 22 novembre 1992 12ª giornata | Potenza | 0 – 0 | Casertana |  |

| Arbitro: | Gilberto Dagnello (Trieste) |

|                   |           |  |
| Luigi Di Baia 35’ | Marcatori |  |

| 16 dicembre 1992 14ª giornata | Lodigiani | 0 – 0 | Casertana |  |

| 13 dicembre 1992 15ª giornata | Siracusa | 1 – 1 | Casertana |  |

| 20 dicembre 1992 16ª giornata | Casertana | 1 – 1 | Reggina |  |

| 27 dicembre 1992 17ª giornata | Giarre | 1 – 0 | Casertana |  |

#### Girone di ritorno
| 24 gennaio 1993 18ª giornata | Casertana | 1 – 0 | Messina |  |

| 31 gennaio 1993 19ª giornata | Salernitana | 2 – 2 | Casertana |  |

| 7 febbraio 1993 20ª giornata | Casertana | 0 – 0 | Catania |  |

| 14 febbraio 1993 21ª giornata | Ischia Isolaverde | 1 – 1 | Casertana |  |

| 21 febbraio 1993 22ª giornata | Avellino | 2 – 0 | Casertana |  |

| 7 marzo 1993 23ª giornata | Casertana | 3 – 0 | Acireale |  |

| 14 marzo 1993 24ª giornata | Chieti | 0 – 1 | Casertana |  |

| 21 marzo 1993 25ª giornata | Casertana | 0 – 0 | Palermo |  |

| 28 marzo 1993 26ª giornata | Barletta | 2 – 0 | Casertana |  |

| 4 aprile 1993 27ª giornata | Casertana | 1 – 1 | Perugia |  |

| 18 aprile 1993 28ª giornata | Casarano | 2 – 1 | Casertana |  |

| 25 aprile 1993 29ª giornata | Casertana | 2 – 0 | Potenza |  |

| Arbitro: | Bizzotto (Castelfranco Veneto) |

|                            |           |                   |
| Angelo Bevanati 76’ (rig.) | Marcatori | 84’ Luca Bocchino |

| 9 maggio 1993 31ª giornata | Casertana | 0 – 2 | Lodigiani |  |

| 16 maggio 1993 32ª giornata | Casertana | 2 – 0 | Siracusa |  |

| 23 maggio 1993 33ª giornata | Reggina | 1 – 2 | Casertana |  |

| 30 maggio 1993 34ª giornata | Casertana | 1 – 5 | Giarre |  |